# Olaf Wegewitz
Olaf Wegewitz (* 2. Oktober 1949 in Schönebeck (Elbe)) ist ein deutscher Künstler, der sich neben Arbeiten als Zeichner und Maler in seinen Kunstprojekten vor allem mit dem Verhältnis zwischen der menschlichen Kultur und der Natur auseinandersetzt.

## Leben
Wegewitz wuchs in Burgstädt auf. Sein Vater war Gartenarchitekt, seine Mutter Gartengestalterin. Ab 1966 absolvierte Wegewitz eine Lehre als Traktorenschlosser. Den Beruf übte er bis 1971 aus. Dann war er bis 1975 als Plakatkleber in Leipzig tätig. Er beschäftigte sich autodidaktisch mit den Ideen des Bauhauses. In den Jahren 1974/75 betrieb er Materialstudien bei Hans Schulze an der Hochschule für Grafik und Buchkunst Leipzig und war dann ab 1975 als freischaffender Grafiker und Maler tätig, ab 1978 als Mitglied des Verbands Bildender Künstler der DDR. Ab 1980 kam es zu gemeinsamen Arbeiten mit Frieder Heinze. Seit 1983 lebt und arbeitet Wegewitz in Huy-Neinstedt.
1984 gehörte er zu den Initiatoren des 1. Leipziger Herbstsalons, einer halblegalen Ausstellung im Messehaus am Leipziger Markt. Sie wurde von den Kulturfunktionären nur deshalb nicht verboten, weil diese bei Schließung der Ausstellung Protestaktionen befürchteten.
Wegewitz beschäftigte sich mit Büchern, der Papierherstellung und nicht gegenstandsbezogenen Arbeiten. Er übernahm auch einige Restaurierungsaufträge. 1990 erhielt er ein Stipendium der Niedersächsischen Sparkassenstiftung in der Herzog August Bibliothek Wolfenbüttel. Er begann Arbeiten, die sich mit der Naturauffassung des Menschen auseinandersetzen und beschäftigte sich mit Natursoziologie und auch Obstbau und Bienenhaltung. 1996/97 fertigte er drei Altarbilder für die Halberstädter Johanniskirche. 1999 wurde Olaf Wegewitz mit dem Kunstpreis des Landes Sachsen-Anhalt ausgezeichnet.
Zweimal durchquerte Olaf Wegewitz in den letzten Jahren Deutschland zu Fuß, entlang des 11. Längengrades zwischen Fehmarn und der Zugspitze im Jahr 2009 und entlang des 51. Breitengrades zwischen Geilenkirchen und Görlitz im Jahr 2012. Beide Wanderungen mündeten in künstlerische Arbeiten.
Im Jahr 2021 wurde er für sein buchkünstlerisches Werk mit dem Antiquaria-Preis ausgezeichnet. Die Laudatio hielt der Schriftsteller Ingo Schulze.

## Museen und öffentliche Sammlungen mit Werken Wegewitz‘ (unvollständig)
- Altenburg/Thür.: Lindenau-Museum
- Marburg: Museum für Kunst und Kulturgeschichte der Philipps-Universität Marburg
- Nürnberg: Germanisches Nationalmuseum
- Cottbus: Brandenburgisches Landesmuseum für moderne Kunst

## Werke (Auswahl)

### Plastik
- Skulptur Gewächshaus im Skulpturenpark Magdeburg

### Buchveröffentlichungen
- Unaulutu. Steinchen im Sand, zus. mit Frieder Heinze. Leipzig (Reclam) 1985; Edition Brusberg West-Berlin 1986
- Der Sprachforscher Hans Conon von der Gabelentz (1807-1874). Eine Reflexion (Bildband). Selbstverlag Lindenau – Museum Altenburg 1998
- Stille Stille, zus. m. Xiao Kaiyu, übersetzt von Raffael Keller. Huy-Neinstedt und München (Wortraum-Edition) 2001. ISBN 978-3-936174-00-7
- Zus. m. Annegret Laabs, Uwe Gellner (Hg.): Olaf Wegewitz: Ich zeige. Magdeburg (Stadt Magdeburg Museen) 2003. ISBN 978-3-930030-66-8
- Robbenklage: Eigenrechte der Natur, zus. m. Hanfried Blume u. a. Huy-Neinstedt und München (Wortraum-Edition) 2004. ISBN 978-3-936174-05-2
- Künstlerischer Beitrag in: Aufbrüche: Buchkunst zwischen Pergament und Plexiglas, hg. v. Neue Sächsische Galerie. Chemnitz (Neue Chemnitzer Kunsthütte) 2008. ISBN 978-3-937176-14-7
- ... all seine Holdheit der Feldblume gleich: Wortraum-Natur V. Huy-Neinstedt und München (Wortraum-Edition) 2010. ISBN 978-3-936174-11-3

## Ausstellungen (unvollständig)

### Einzelausstellungen
- 1982: Halberstadt, Galerie "Sankt Florian" (Malerei und Zeichnungen)
- 1986: Berlin
- 1987: Karl-Marx-Stadt
- 1989: Dresden (mit Frieder Heinze)
- 1993: Chemnitz, Galerie Oben
- 2014: Magdeburg, Kunstmuseum Unser Lieben Frauen („gradewegs“)[7]
- 2016: Chemnitz, Neue Sächsische Galerie ("geradewegs quer")

### Teilnahme an Gruppenausstellungen
- 1977/78: VIII. Kunstausstellung der DDR, Dresden
- 1977: 100 ausgewählte Grafiken, Berlin und weitere Städte
- 1978: Junge Künstler der DDR, Galerie Junge Kunst, Frankfurt/Oder
- 1979 und 1985: Bezirkskunstausstellung, Leipzig
- 1982: 10 Jahre Leipziger Grafikbörse, Leipzig
- 1985: Musik in der bildenden Kunst der DDR, Neue Berliner Galerie im Alten Museum, Berlin
- 2025: Sendung aus dem Gegen-Raum Mail Art, Plakate und Faltrollos alternativer DDR-Kunstszenen, Brandenburgisches Landesmuseum für moderne Kunst Cottbus[8]